# Yoo Young-chul
Yoo Young-chul (* 18. April 1970) ist ein südkoreanischer Serienmörder und Kannibale. Er gestand die Morde an 21 Menschen – hauptsächlich an Prostituierten und wohlhabenden, älteren Männern – und wurde vom südkoreanischen Bezirksgericht für 20 Morde verurteilt; eine weitere Anklage wurde wegen Verfahrensmängeln fallengelassen.
Yoo verbrannte drei seiner Opfer und verstümmelte mindestens elf. Er gab an, die Leber einiger seiner Opfer gegessen zu haben. Als Motiv für seine Taten gab Yoo seinen Hass auf reiche Menschen, Frauen und die gesamte Gesellschaft an. Er zeigte während der Gerichtsverhandlung keine Reue, sondern betonte, die Opfer hätten den Tod verdient.
Er beging seine Taten in einem Zeitraum von nur neun Monaten, vom September 2003 bis zu seiner Verhaftung im Juli 2004. Er wurde am 13. Dezember 2004 zum Tode verurteilt. Sein Fall, der in Südkorea für Entsetzen sorgte, entfachte die Debatte über die Todesstrafe neu. Obwohl die Todesstrafe gesetzlich nicht abgeschafft wurde, besteht seit 1998 ein Moratorium, es werden also keine Todesstrafen mehr vollstreckt. Vor Yoos Verhaftung sah es danach aus, als würde die Todesstrafe abgeschafft werden, aber nach den Mordfällen wurde die Abschaffung nicht mehr durchgesetzt.
Der Vorsitzende Richter Hwang Chan-hyun begründete die Verhängung der Todesstrafe damit, dass eine derartige Mordserie in Südkorea beispiellos sei und ein sehr schlimmes Verbrechen darstelle. Die Todesstrafe für Yoo sei unumgänglich in Anbetracht des enormen Leides, das er über die Familien der Ermordeten und die gesamte Nation gebracht habe.

## Verfilmung
Der südkoreanische Thriller The Chaser aus dem Jahr 2008 basiert auf den Taten Yoo Young-chuls.
Eine weitere Verfilmung der Taten Yoo Young-chuls ist I Saw the Devil (korean. 악마를 보았다, Angmareul Boatda) ist ein koreanischer Film von Kim Jee-woon aus dem Jahr 2010. Dieser wurde zunächst nach seiner Veröffentlichung in Südkorea verboten, da dieser Film mit etlichen detailverliebten und durch und durch brutalen Szenen bestückt ist.
2021 veröffentlichte Netflix die Dokuserie Der Regenmantel-Killer: Mörderjagd in Korea (레인코트 킬러: 유영철을 추격하다 Raincoat Killer: Yoo Young-chul-eul Chugyeokhada), die sich mit der Mordserie befasst.